# Методика UPSA
Методика UPSA (англ. University of California, San Diego Performance-Based Skills Assessment) — психодиагностическая методика, позволяющая оценить повседневное функционирование, навыки людей больных шизофренией, основываясь на анализе выполнения ими практических заданий. Методика была создана в 2001 году профессором факультета психиатрии Калифорнийского университета в Сан-Диего Томасом Л. Паттерсоном и сотр. как более надёжный и объективный инструмент оценки повседневных способностей больных шизофренией по сравнению с использовавшимися ранее.

## Применение
При шизофрении наблюдается позитивная и негативная симптоматика, влияющая на общую адаптацию пациента в жизни (нормальное функционирование). Психофармакотерапия часто помогает пациенту избавиться от позитивных симптомов (галлюцинации, бред), замедлить снижение когнитивных функций, вернуться к относительно нормальному функционированию (в зависимости от тяжести заболевания). Важной сферой при оценке состояния пациента с шизофренией после проведения необходимых медицинских мероприятий является его способность самостоятельно справляться с бытовыми повседневными задачами и проблемами, поскольку это позволяет определить, может ли он жить один, нужен ли человеку опекун, сможет ли он вернуться к жизни в обществе в целом.

## Описание методики
Методика UPSA позволяет оценить такие сферы повседневного функционирования как:
- финансовые навыки
- коммуникативные навыки
- бытовые навыки или навыки ведения домашнего хозяйства
- пользование транспортом
- планирование деятельности
- обращение с лекарственными препаратами

В зависимости от версии методики задания могут относиться не ко всем, а только к некоторым способностям из вышеперечисленных.
Тест состоит из набора практико-игровых наглядных заданий, оценивающих определённые навыки в условиях, приближённых к реальным ситуациям. Успешность выполнения оценивается в баллах. Суммарная оценка, включающая результаты по разным заданиям, может составлять от 0 до 100 баллов. Участнику обследования в зависимости от исследуемой способности предлагаются разные предметы, используемые людьми в повседневной жизни (счета, адреса, деньги). Его задача состоит в том, чтобы выполнить с ними определённые необходимые действия, связанные с функцией предметов. Используемые объекты должны быть либо настоящими, либо точной копией настоящих.
Например, при оценке коммуникативных навыков может использоваться домашний телефон (задания на способность набирать номер, выполнять определённые действия); медицинский полис. Для заданий, связанных с оперированием финансами, могут использоваться купюры и монеты, счета за услуги.

## Версии методики UPSA

### UPSA-2
Общая версия, использующая все субшкалы, включая шкалу обращения с лекарственными препаратами.

### UPSA-B (Brief)
Короткая версия методики UPSA-2. Включает только субшкалы «финансовые навыки» и «коммуникативные навыки».

### UPSA-2-VIM (Validation of Intermediate Measures)
Полная версия методики, не включающая задание на обращение с лекарственными препаратами.

### UPSA-2-ER (Extended Range)
Полная версия UPSA-2, содержащая дополнительные вопросы для повышения уровня сложности для каждой субшкалы.

### C-UPSA (Computerized)
Компьютерная версия UPSA, для которой требуется ноутбук или настольный компьютер. Преимущества C-UPSA над традиционной версией теста включают в себя: повышенную мобильность, простоту администрирования и обследования, наличие стандартизированных аудиофайлов-инструкций, меньшее влияние администратора тестов (психолога) на эффективность участников и запись вербальных ответов участников обследования.

### UPSA-M (Mobile)
Мобильная версия методики UPSA на базе iOS, является дальнейшим развитием C-UPSA. Включает стандартизированные инструкции, позволяет получить аудиозапись ответов обследуемого, дает возможность администрирования всего UPSA или UPSA-B через ту же программу.

## Пример заданий

### Задания на финансовые навыки
Стимульный материал: карточка для ролевой игры — счёт за электричество компании «Энергосбыт».
Пример вопросов, которые задаются обследуемому (инструкция):
- Представьте, что вы получили этот счет от энергоснабжающей компании. Как называется компания, которой нужно заплатить?
- Какую сумму нужно заплатить?

### Задания на коммуникативные навыки
Стимульный материал: телефонный аппарат с кнопочным набором.
Пример вопросов, которые задаются обследуемому (инструкция):
- Для выполнения следующих заданий мы будем пользоваться телефоном. Несмотря на то, что аппарат отключен, покажите мне, как вы обычно звоните по телефону. Прежде всего, покажите, какой номер нужно набрать для вызова скорой помощи.

## Пример бланка результатов
В зависимости от используемой версии методики бланк результатов может содержать те или иные пункты для оценки выполнения предъявляемых заданий.

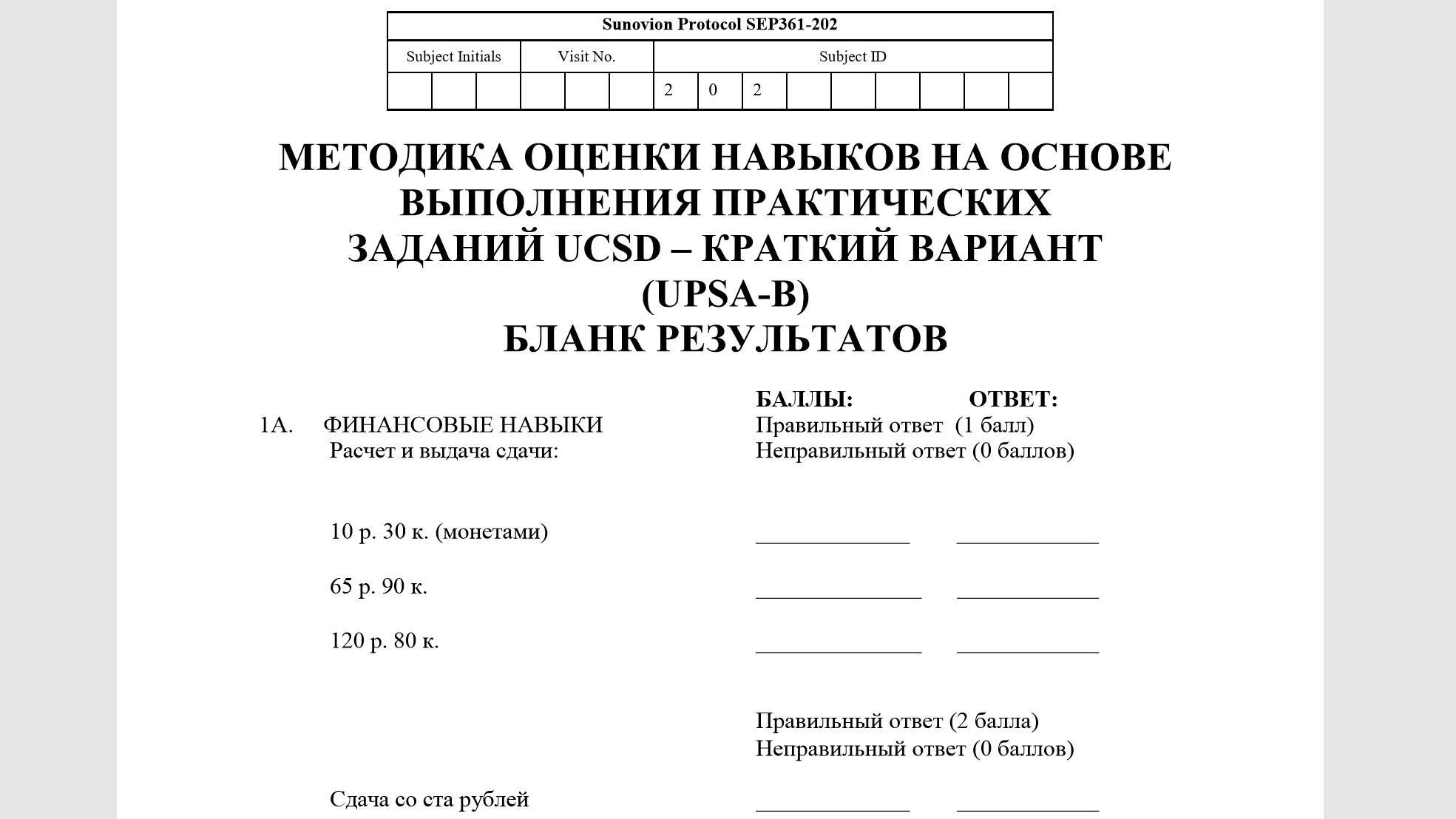
Бланк ответов (методика UPSA-B)

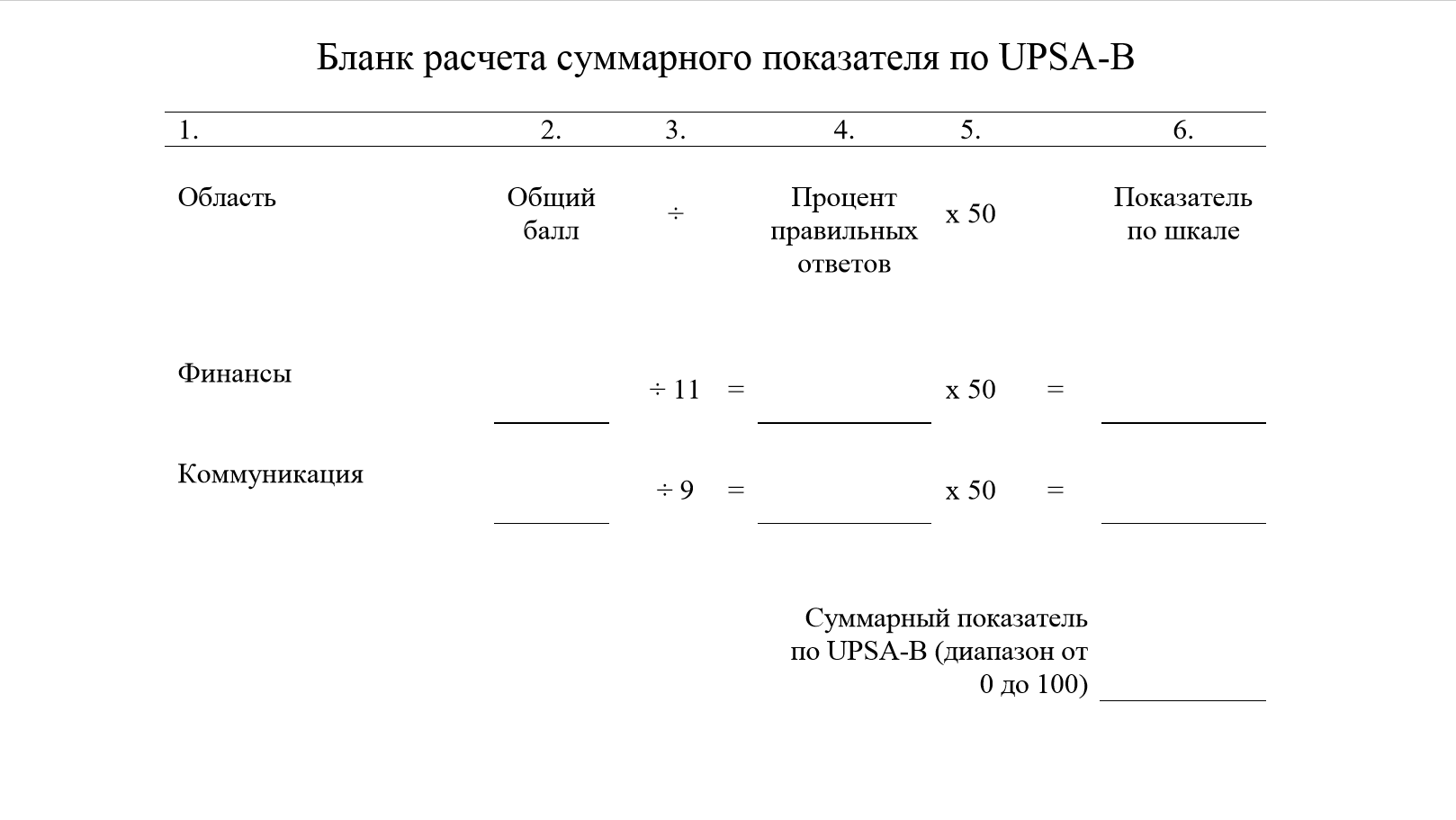
Бланк ответов (методика UPSA-B)

## Связи UPSA с другими параметрами
UPSA и UPSA-B были признаны точными предикторами способности к независимой жизни среди людей среднего и старшего возраста с шизофренией. Кроме того, было обнаружено, что UPSA-B является более существенным предиктором статуса занятости, чем симптомы болезни или когнитивные характеристики. Неоднократно выявлялись сильные положительные корреляции между результатами нейропсихологических тестов и UPSA. Было установлено, что UPSA опосредует связь между нейропсихологическими способностями и повседневным функционированием.

## Недостатки методики
- требует особого обучения специалиста (сертификации, супервизии), достаточно трудоёмка (не относится к UPSA-В)
- требует определённого набора предметов, что влияет на удобство и мобильность (не относится к C-UPSA и UPSA-M)[2]